# Soldatisches Führertum
Soldatisches Führertum ist ein zehnbändiges Nachschlagewerk mit Kurzbiografien preußischer Generale. Die Lebensläufe wurden von Major a. D. Kurt von Priesdorff zusammengestellt. Aufgrund des Verlustes der Personalakten des preußischen Heeresarchivs im Zweiten Weltkrieg wurden Priesdorffs Abschriften zur wichtigsten Quelle für die Lebensläufe der preußischen Generäle.

## Historische Entwicklung
Erste Versuche einer systematischen Darstellung preußischer Generale hatte es bereits durch Johann Friedrich Seyfart gegeben, der im Jahr 1767 eine Reihe preußischer Regimentsgeschichten veröffentlicht hatte, wobei er die Biografien aller Offiziere dieser Regimenter im Anhang gesammelt hatte.
Priesdorff wurde als Leutnant und Bataillons-Adjutant im Grenadier-Regiment „König Friedrich Wilhelm IV.“ (1. Pommersches) Nr. 2 von seinem Kommandeur Oberst Georg Bock von Wülfingen beauftragt, eine Offiziers-Stammliste seines Regiments zusammenzustellen. Durch diese Arbeit – die Stammliste erschien 1906 – erhielt Priesdorff Zugang zu den Personalakten der preußischen Offiziere in den Archiven der Geheimen Kriegskanzlei, des Preußischen Kriegsministeriums und des Großen Generalstabes. Nach dem Ausscheiden aus dem preußischen Militär- und Staatsdienst begann Priesdorff ab 1922 als erster und, wie sich erweisen sollte, letzter Militärhistoriker diese Archive systematisch nach Biografien der Generalität zu durchforschen. Die Personalakten der ehemaligen Geheimen Kriegskanzlei befanden sich inzwischen im Geheimen Staatsarchiv in Berlin-Dahlem, von wo sie 1936 in der Zeit des Nationalsozialismus ins neugeschaffene Heeresarchiv Potsdam unter Friedrich von Rabenau gelangten.

## Ergebnis
Von 1937 bis 1942 veröffentlichte die Hanseatische Verlagsanstalt Hamburg 10 der 15 von Priesdorff geplanten Bände der Reihe Soldatisches Führertum. Die Manuskripte zu den Bänden 11 und 12 waren bereits fertig und wurden während des Zweiten Weltkriegs vom Hamburger Verlag zur Druckerei nach Leipzig geschickt, aber dort durch einen Bombenangriff vernichtet. Gerettet wurden nur wenige Druckfahnen von beiden Bänden, die Priesdorff zuhause noch aufbewahrt hatte, sowie die Manuskripte zu den Bänden 13 bis 15.
Da der Luftangriff auf Potsdam im April 1945 die Personalakten des Heeresarchivs vollständig vernichtete, wurden die Abschriften Priesdorffs zur wichtigsten Quelle für die Personalien der preußischen Generäle.
Bei der Hanseatischen Verlagsanstalt erschien (ohne Jahresangabe, 231 Seiten) noch ein Band Verzeichnisse zu den Bänden 1 bis 8, von Friedrich Granier bearbeitet. Er enthält einen kurzen alphabetischen Index zu allen in diesen Bänden von Priesdorff in der Reihenfolge ihrer Erhebung in den Generalsrang durchnummeriert behandelten Generale und einen Namensindex zu sämtlichen anderen erwähnten Personen.

## Fortsetzung
Bald nach dem Zweiten Weltkrieg kamen die erhalten gebliebenen Manuskripte ins Geheime Staatsarchiv in Berlin-Dahlem. Das Bundesarchiv-Militärarchiv wollte diese etwa 1300 Biografien preußischer Generale der Jahre 1908 bis 1918 der Öffentlichkeit jetzt endlich zugänglich machen. Es wurden Kontakte zu einem Verlag hergestellt und in der Person des Militärschriftstellers Hanns Möller-Witten, des Autors der Geschichte der Ritter des Ordens pour le mérite (1935) und vieler Kurzbiografien, ein neuer Bearbeiter gefunden. Doch als dieser 1966 starb, war die Veröffentlichung der Neuen Reihe Soldatisches Führertum, wie die Fortsetzung heißen sollte, endgültig gescheitert.
Im Jahr 1980 gab die Wissenschaftliche Bibliothek des Militärgeschichtlichen Instituts der DDR in Potsdam ein Namensregister zu den Priesdorff-Bänden heraus.